# Crăiești, Bacău
Crăiești este un sat în comuna Stănișești din județul Bacău, Moldova, România.